# Society of Motion Picture and Television Engineers
Society of Motion Picture and Television Engineers (SMPTE) – organizacja z siedzibą w White Plains, w stanie Nowy Jork, zajmująca się zagadnieniami filmu i telewizji, skupiająca ok. 9 tys. członków z całego świata. Organizacja przygotowuje standardy i dokumentację związane z produkcją telewizyjną.
Stowarzyszenie, pod pierwotnym skrótem SMPE, zostało założone w 1916 r. przez wynalazcę C. Francisa Jenkinsa, który jeszcze w 1895 r. opracował pierwszy projektor i był posiadaczem patentów dla kamer podwodnych i kamery panoramicznej. Litera T w nazwie została dodana w 1950 r., aby uwzględnić telewizję.
Kod czasowy SMPTE zawiera godziny, minuty, sekundy i ramki na taśmie audio lub wideo, stosowane dla synchronizacji danych.